# Orthosia quinquefasciata
Orthosia quinquefasciata là một loài bướm đêm trong họ Noctuidae.